# マクウィリアムズ (アラバマ州)
マクウィリアムズ（McWilliams）は、アメリカ合衆国のアラバマ州ウィルコックス郡にある非法人地域

## 地形
マクウィリアムズは、北緯31度49分52秒 西経87度05分38秒 / 北緯31.83098度 西経87.09387度座標: 北緯31度49分52秒 西経87度05分38秒 / 北緯31.83098度 西経87.09387度に位置しており、海抜は305フィート (93 m)。